# Warren Sturgis McCulloch
Warren Sturgis McCulloch, född 16 november 1898 i Orange, New Jersey, USA, död 24 september 1969 i Cambridge, Massachusetts, var en amerikansk neurofysiolog och cybernetiker, känd för sitt arbete rörande grunden för vissa funktioner i hjärnan samt för sina bidrag inom cybernetiken.
Tillsammans med Walter Pitts skapade McCulloch beräkningsmodeller baserade på matematiska algoritmer som kallas tröskellogik som delade upp en undersökning i två distinkta metoder, ett tillvägagångssätt baserat på biologiska processer i hjärnan och det andra inriktat på tillämpningen av neurala nätverk på artificiell intelligens.

## Biografi
McCulloch vars bror var kemiingenjör planerade ursprungligen att gå med i den kristna rörelsen. Som tonåring var han tillsammans med teologerna Henry Sloane Coffin, Harry Emerson Fosdick, Herman Karl Wilhelm Kumm och Julian F. Hecker. Han hade också kväkaren Rufus Jones som mentor. Han studerade filosofi och psykologi vid Yale University, där han tog en kandidatexamen 1921. Han fortsatte att studera psykologi vid Columbia University för en masterexamen 1923 och tog slutligen sin medicine doktorsexamen 1927 vid Columbia University College of Physicians and Surgeons i New York. Han gjorde därefter praktiktjänst på Bellevue Hospital, New York. Sedan arbetade han under Eilhard von Domarus på Rockland State Hospital for the Insane, men återvände till akademin 1934 och arbetade vid laboratoriet för neurofysiologi vid Yale University från 1934 till 1941.
År 1941 flyttade McCulloch till Chicago och började på Institutionen för psykiatri vid University of Illinois i Chicago, där han var professor i psykiatri, samt föreståndare för Illinois Neuropsychiatric Institute fram till 1951. Från 1952 arbetade han vid Massachusetts Institute of Technology i Cambridge, Massachusetts med Norbert Wiener och var en av grundarna av American Society for Cybernetics och dess andra president under 1967-1968. Han var där mentor för den brittiska pionjären inom verksamhetsforskning, Stafford Beer.
McCulloch hade en rad intressen och talanger. Förutom sina vetenskapliga bidrag skrev han poesi (sonetter) och han ritade och konstruerade byggnader och en damm på sin gård i Old Lyme, Connecticut. Han gifte sig med Ruth Metzger, känd som "Rook", 1924 och de fick tre barn.  Han dog i Cambridge 1969.

## Vetenskapligt arbete
McCulloch är ihågkommen för sitt arbete tillsammans med Joannes Gregorius Dusser de Barenne vid Yale och senare med Walter Pitts vid University of Chicago. Han lade grunden för vissa hjärnteorier i ett antal klassiska artiklar, bland annat "A Logical Calculus of the Ideas Immanent in Nervous Activity" (1943) och "How We Know Universals: The Perception of Auditory and Visual Forms" (1947), båda publicerade i Bulletin of Mathematical Biophysics. Den förstnämnda är "allmänt krediterad för att vara ett viktigt bidrag till neural nätverksteori, teorin om automata, teorin om beräkning och cybernetik".
McCulloch var ordförande för en serie macykonferenser tillägnade cybernetik. Dessa blev, mycket tack vare mångfalden av bakgrunden hos deltagarna McCulloch engagerade, fundamentet för området.

### Neural nätverksmodellering
I en rapport från 1943 försökte McCulloch och Pitts att visa att ett Turingmaskin-program kunde genomföras i ett ändligt nätverk av formella neuroner (i fallet, att Turingmaskinen innehåller deras modell av hjärnan, men inte i motsatt fall ), att neuronen var den grundläggande logikenheten av hjärnan. I 1947 års uppsats erbjöd de metoder för att utforma "neurala nät" för att känna igen visuella ingångar trots förändringar i orientering eller storlek.
Från 1952 arbetade McCulloch vid Research Laboratory of Electronics vid MIT, med främst arbete med neural nätverksmodellering. Hans team undersökte grodans visuella system utifrån McCullochs uppsats från 1947 och upptäckte att ögat ger hjärnan information som redan i viss utsträckning är organiserad och tolkad, istället för att bara överföra en bild.

### Retikulär formation
McCulloch grundade också begreppet "poker chip" retikulära formationer om hur hjärnan hanterar motsägelsefull information i ett demokratiskt, somatotopiskt neuralt nätverk. Hans princip av "Redundancy of Potential Command" utvecklades av von Foerster och Pask i deras studie av egenorganisation  och av Pask i hans Conversation Theory och Interactions of Actors Theory.